# Caspar Franck
Caspar Franck född 1520, död 1578 var en tysk psalmförfattare och präst i Joachimsthal. Som psalmförfattare finns han representerad i den danska Psalmebog for Kirke og Hjem med psalmen Naar vi vort øje lukke til i översättning av Hans Thomissøn. Han har även utgivit annan litteratur av religiös karaktär.